# Интервал (музыка)
Интерва́л (от лат. intervallum — промежуток, расстояние; разница, несходство) в музыке — соотношение двух музыкальных звуков по их высоте. В европейской теории музыки мерой исчисления музыкальных интервалов на протяжении столетий был целый тон, по отношению к которому определялись и меньшие (например, полутон, четвертитон) и некоторые бо́льшие (например, дитон, полудитон, тритон) интервалы. Наименьшим музыкальным интервалом в европейской традиции считается полутон. Интервалы меньше полутона именуются микроинтервалами. Консонантные и диссонантные интервалы — важнейшие элементы гармонии.

## Две стороны интервала
С одной стороны, интервал может быть представлен как математическая (акустическая) величина, выражающая отношение двух чисел — частот основных гармоник входящих в него звуков {\displaystyle f_{B}/f_{A}}. В теоретически «правильных», то есть наиболее естественно звучащих, интервалах частоты должны соотноситься как небольшие целые числа, например 3:2 для квинты. В равномерно темперированном строе отношения слегка отклоняются от «правильных» (скажем, 1,498307 вместо 3:2). Иногда вместо отношения используют эквивалентную величину разности логарифмов частот {\displaystyle n=1200\log _{2}f_{B}-1200\log _{2}f_{A}=1200\log _{2}(f_{B}/f_{A})} ({\displaystyle n=702,0} цент для 3:2). Абсолютная математическая величина интервала устанавливается путём механических (на монохорде и др.) или электронных (с помощью прикладной компьютерной программы) измерений.
С другой стороны, интервал — категория специфически музыкальной логики, что проявляет себя уже в музыкальной терминологии. Например, термин quinta предполагает понятие о пяти ступенях диатонического звукоряда (пятая ступень [quinta vox] рассчитывается от основания интервала, которое называется «примой»). Из контекста, который предоставляет музыкальная нотация (буквенная, линейная и т. д.), выводится именно музыкально-логическое значение интервала.
Интервал как математическая (акустическая) величина не может быть однозначно ассоциирован с нотированным музыкальным интервалом. Например, запись eis-a («ми диез» — «ля») в классическом учении о гармонии трактуется как хроматический интервал (уменьшённая кварта, подразумевается разрешение ми диеза в фа диез), энгармонически равный большой терции равномерно темперированного строя, в другом контексте может означать и пифагорейский дитон, и большую терцию чистого строя (например, в итальянском мадригале XVI века). Интервал, нотированный как fis-a («фа диез» — «ля»), в тональности C-dur (до мажор) может рассматриваться как малая терция равномерно темперированного строя, а в тетрахорде хроматического рода у греков — как полуторатон, или полудитон, и т. д.
Поскольку нотация фиксирует только музыкальную (а не математическую) сторону интервалов, вопрос об акустической «правильности» их звучания в каждой конкретной интерпретации нотного памятника остаётся открытым, особенно в отношении так называемой старинной музыки. Неоднозначность связи «числа» и «гармонической логики» интервала открывает простор для музыковедческих и исполнительских трактовок нотированной музыки.

## Классификация интервалов
Универсальной и общепринятой классификации музыкальных интервалов, которые были объектом изучения на протяжении более двух тысячелетий, не существует. Нижеследующая классификация основана на сведениях из российских пособий по элементарной теории музыки (ЭТМ) 2-й половины XX и начала XXI века. Используемая в этих пособиях терминология (в том числе, интервальная) ориентирована на мажорно-минорную тональность (например, хроматика рассматривается как надстройка над диатоникой, отсюда хроматические интервалы — как производные от диатонических). Остальные исторические и локально-специфические звуковысотные системы (например, нейтральная, или зальзалева, терция, издревле присущая арабской музыкальной традиции) в ЭТМ рассматриваются по минимуму или не рассматриваются вовсе.

### По изложению
В музыкальной теории и практике словом «интервал» обозначают не только расстояние между двумя звуками, но и само сочетание этих звуков, нижний из которых называется основанием интервала, а верхний — вершиной. Вследствие этого возможны два способа изложения интервала: мелодический и гармонический. Звуки интервала, взятые последовательно от основания к вершине образуют восходящий мелодический интервал; от вершины к основанию — нисходящий мелодический интервал. Звуки интервала, взятые одновременно, образуют гармонический интервал. Иначе мелодические интервалы называются горизонтальными, а гармонические — вертикальными (по их принадлежности к категориям музыкальной горизонтали или вертикали).

### По ширине
Интервалы различаются по ширине, определяемой количеством охватываемых ими ступеней звукоряда (количественной величиной). Те из них, которые образуются в пределах октавы, называются простыми. Некоторые авторы также выделяют категории тесных интервалов (от примы до кварты включительно) и широких (от квинты до октавы включительно). Интервалы шире октавы называются составными, так как они состоят из октавы и простого интервала. Составные интервалы наследуют свойства простых (например, ноны, как и секунды, могут быть большими и малыми). Интервалы шире двойной октавы (квинтдецимы) в теории музыки по традиции не рассматриваются. Число, обозначающее количество ступеней, которые охватывает данный интервал, является его кратким обозначением.

### По виду
Интервалы имеют различную качественную величину, то есть заключают в себе неодинаковое количество целых тонов и полутонов. Вследствие этого однородные интервалы (интервалы идентичной ширины) могут быть не тождественны друг другу. Измерение интервалов по количеству полутонов определяет различные виды интервалов одного названия. Так, выделяют интервалы чистые (сокращённо — ч.), малые (м.), большие (б.), увеличенные (ув.), уменьшённые (ум.), дважды увеличенные (дв. ув.) и дважды уменьшённые (дв. ум.).
- Термины «большой» и «малый» относят к интервалам, имеющим по два основных вида[7]: это секунды, терции, сексты и септимы.
- Термин «чистый» относят к интервалам, имеющим один основной вид[7]: это примы, кварты, квинты и октавы. Такое название связано с тем, что в существовавших в разные времена строях указанные интервалы акустически точно соответствовали унисону, кварте, квинте и октаве натурального звукоряда[9]. В настоящее время, в связи с изменением строя (см. Равномерно-темперированный строй) термин сохранил своё первоначальное значение лишь в отношении октавы и примы[9].
- Термин «увеличенный» обозначает интервалы, которые на хроматический полутон (в случае дв. ув. — тон) шире своего чистого или большого вида[7][9].
- Термин «уменьшённый» обозначает интервалы, которые на хроматический полутон (в случае дв. ум. — тон) у́же своего чистого или малого вида[7][9].

Теоретически всякий интервал может быть увеличенным или уменьшенным на {\displaystyle N} полутонов, однако в музыкальной практике уже трижды увеличенные или трижды уменьшённые интервалы не встречаются. Кроме того, не существует интервала, который уступал бы своей тоновой величиной чистой приме (поэтому сама прима не бывает уменьшённой, а секунда — дважды уменьшённой).
Примеры:
В музыке, где мажорно-минорной тональности нет (например, в додекафонии композиторов Новой венской школы), термины «уменьшённый» и «увеличенный» теряют смысл, а термин «чистый» используется только в смысле акустической чистоты (см. Чистый строй).

### По впечатлению на слух
Начиная с античности и до эпохи мажорно-минорной тональности интервалы также распределялись по тому, насколько слитно они воспринимаются слухом (подробнее см. в статье Консонанс и диссонанс). В разных исторических классификациях теоретики выделяли (по порядку от самых благозвучных к наиболее неблагозвучным) «совершенные консонансы», «несовершенные консонансы», «несовершенные диссонансы», «совершенные диссонансы» и другие оценочные термины.

### По принадлежности кдиатоникеихроматике
Интервалы, которые образуются между основными ступенями звукоряда, называются диатоническими. Интервалы, вершина и/или основание которых содержит хроматическую ступень (то есть ступень, производную от диатонической), называются хроматическими. Все увеличенные и уменьшённые интервалы, кроме тритонов, являются хроматическими.

## Список музыкальных интервалов
Нижеследующие таблицы иллюстрируют виды интервалов, как они стандартно описываются в пособиях по элементарной теории музыки.
| Количество ступеней                         | Название                    | Виды               | Количество тонов            | Обозначение       |
| Простые интервалы                           | Простые интервалы           | Простые интервалы  | Простые интервалы           | Простые интервалы |
| ------------------------------------------- | --------------------------- | ------------------ | --------------------------- | ----------------- |
| Примеры простых гармонических интервалов:   |                             |                    |                             |                   |
| 1                                           | Прима                       | чистая             | 0 (унисон)                  | ч.1               |
| 2                                           | Секунда                     | малая большая      | 0,5 (полутон) 1 (целый тон) | м.2 б.2           |
| 3                                           | Терция                      | малая большая      | 1,5 (полудитон) 2 (дитон)   | м.3 б.3           |
| 4                                           | Кварта                      | чистая увеличенная | 2,5 3 (тритон)              | ч.4 ув.4          |
| 5                                           | Квинта                      | уменьшенная чистая | 3 (тритон) 3,5              | ум.5 ч.5          |
| 6                                           | Секста                      | малая большая      | 4 4,5                       | м.6 б.6           |
| 7                                           | Септима                     | малая большая      | 5 5,5                       | м.7 б.7           |
| 8                                           | Октава                      | чистая             | 6 (октава)                  | ч.8               |
| Составные интервалы                         |                             |                    |                             |                   |
| Примеры составных гармонических интервалов: |                             |                    |                             |                   |
| 9                                           | Нона (секунда + ч.8)        | малая большая      | 6,5 7                       | м.9 б.9           |
| 10                                          | Децима (терция + ч.8)       | малая большая      | 7,5 8                       | м.10 б.10         |
| 11                                          | Ундецима (кварта + ч.8)     | чистая увеличенная | 8,5 9                       | ч.11 ув.11        |
| 12                                          | Дуодецима (квинта + ч.8)    | уменьшенная чистая | 9 9,5                       | ум.12 ч.12        |
| 13                                          | Терцдецима (секста + ч.8)   | малая большая      | 10 10,5                     | м.13 б.13         |
| 14                                          | Квартдецима (септима + ч.8) | малая большая      | 11 11,5                     | м.14 б.14         |
| 15                                          | Квинтдецима (октава + ч.8)  | чистая             | 12                          | ч.15              |

| Количество ступеней | Название | Качество    | Количество тонов | Обозначение | Квинтовых шагов |
| 1                   | Прима    | чистая      | 0                | ч.1         | 0               |
| 1                   | Прима    | увеличенная | 0,5              | ув.1        | 7               |
| 2                   | Секунда  | малая       | 0,5              | м.2         | 5               |
| 2                   | Секунда  | большая     | 1                | б.2         | 2               |
| 2                   | Секунда  | увеличенная | 1,5              | ув.2        | 9               |
| 2                   | Секунда  | уменьшенная | 0                | ум.2        | 12              |
| 3                   | Терция   | малая       | 1,5              | м.3         | 3               |
| 3                   | Терция   | большая     | 2                | б.3         | 4               |
| 3                   | Терция   | уменьшенная | 1                | ум.3        | 10              |
| 3                   | Терция   | увеличенная | 2,5              | ув.3        | 11              |
| 4                   | Кварта   | чистая      | 2,5              | ч.4         | 1               |
| 4                   | Кварта   | увеличенная | 3                | ув.4        | 6               |
| 4                   | Кварта   | уменьшенная | 2                | ум.4        | 8               |
| 5                   | Квинта   | чистая      | 3,5              | ч.5         | 1               |
| 5                   | Квинта   | уменьшенная | 3                | ум.5        | 6               |
| 5                   | Квинта   | увеличенная | 4                | ув.5        | 8               |
| 6                   | Секста   | малая       | 4                | м.6         | 4               |
| 6                   | Секста   | большая     | 4,5              | б.6         | 3               |
| 6                   | Секста   | уменьшенная | 3,5              | ум.6        | 11              |
| 6                   | Секста   | увеличенная | 5                | ув.6        | 10              |
| 7                   | Септима  | малая       | 5                | м.7         | 2               |
| 7                   | Септима  | большая     | 5,5              | б.7         | 5               |
| 7                   | Септима  | увеличенная | 6                | ув.7        | 12              |
| 7                   | Септима  | уменьшенная | 4,5              | ум.7        | 9               |
| 8                   | Октава   | чистая      | 6                | ч.8         | 0               |
| 8                   | Октава   | уменьшенная | 5,5              | ум.8        | 7               |

В двенадцатиступенном равномерно темперированном строе, ставшем основным в европейской музыке с XVIII в., соотношение частот звуков, образующих интервал, вычисляется как {\displaystyle 2^{N/6}}, где {\displaystyle N} — количество тонов (см. таблицу выше).

## Обращения
Обращением интервала называется перемещение звука, лежащего в его основании, на октаву вверх или вершины интервала — на октаву вниз. При обращении качество интервала меняется на противоположное: большой становится малым, увеличенный — уменьшённым, дважды увеличенный — дважды уменьшённым и наоборот. Чистый интервал остаётся чистым. В простых интервалах сумма цифровых обозначений основного вида интервала и его обращения всегда равна девяти.
| Основной интервал | Обращённый интервал |
| ----------------- | ------------------- |
| Прима (1)         | Октава (8)          |
| Секунда (2)       | Септима (7)         |
| Терция (3)        | Секста (6)          |
| Кварта (4)        | Квинта (5)          |
| Квинта (5)        | Кварта (4)          |
| Секста (6)        | Терция (3)          |
| Септима (7)       | Секунда (2)         |
| Октава (8)        | Прима (1)           |

Если требуется обратить составной интервал, на октаву переносятся оба его звука (верхний — вниз, нижний — вверх) либо один из них на две октавы, при этом сумма цифровых обозначений обоих интервалов всегда равна шестнадцати.
| Основной интервал | Обращённый интервал |
| ----------------- | ------------------- |
| Нона (9)          | Септима (7)         |
| Децима (10)       | Секста (6)          |
| Ундецима (11)     | Квинта (5)          |
| Дуодецима (12)    | Кварта (4)          |
| Терцдецима (13)   | Терция (3)          |
| Квартдецима (14)  | Секунда (2)         |
| Квинтдецима (15)  | Прима (1)           |

Увеличенная октава, также рассматривающаяся как составной интервал, даёт в обращении октаву уменьшённую.

## Возможность исполнения
Возможность исполнения интервалов конкретными инструментами или вокально определяется, в частности:
- диапазоном инструмента/голоса (ограничение и сверху, и снизу, причём ближе к крайним доступным регистрам качество звучания становится хуже, особенно у вокалистов);
- [для гармонического изложения] технической возможностью одновременного извлечения более одного звука (например, на ксилофоне — да, а на духовых инструментах или голосом — нет):
- растяжением руки исполнителя (например, взрослый пианист обычно способен сыграть legato одной рукой интервалы до децимы, а скрипач при ведении смычка по одной струне — не шире тритона);
- удобством интонирования (скажем, очень часто сложны широкие интервалы, особенно скачки́ [так, на рояле в быстром темпе можно не попасть на нужную клавишу], а также непривычные для соответствующей культуры интервалы типа зальзалевой терции для певцов-европейцев);
- реальностью достижения слитного звучания при групповой игре (допустим, движение октавами считается рискованным, ибо ясно ощущается малейшая фальшь).

Эти и другие исполнительские ограничения по интервалам всегда учитываются композиторами при написании музыки как для инструмента/голоса соло, так и для оркестра.